# Alfred Wurr
Alfred Wurr (ur. 23 czerwca 1943 w Hamburgu) – kanadyjski zapaśnik walczący w stylu wolnym. Olimpijczyk z Monachium 1972, gdzie zajął 22. miejsce w wadze półśredniej.
Srebrny medalista igrzysk Brytyjskiej Wspólnoty Narodów w 1970 roku.

## Letnie Igrzyska Olimpijskie 1972
| Konkurencja      | Rundy eliminacyjne  | Rundy eliminacyjne  | Klas. końcowa |
| Konkurencja      | Przeciwnik I        | Przeciwnik II       | Miejsce       |
| ---------------- | ------------------- | ------------------- | ------------- |
| 74 kg styl wolny | Adolf Seger (FRG) P | Jurij Gusow (URS) P | 22.           |